# Alexander Green Fite
Alexander Green Fite (* 31. Juli 1892 in Nashville; † 30. Juni 1962 in Los Angeles) war ein US-amerikanischer Romanist.

## Leben und Werk
Alexander Fite studierte an der Vanderbilt University in Nashville (Masterabschluss 1914). Von 1915 bis 1917 war er in Oxford (mit einem Rhodes-Stipendium) und unterrichtete in Frankreich. Nach einem Jahr Kriegsdienst unterrichtete er ab 1918 an der University of Wisconsin, studierte von 1919 bis 1920 in Paris, Madrid und Rom und promovierte 1921 an der University of Wisconsin in Madison mit der Arbeit A study of manuscript 627 of the Berne Library on the epic poem, Godefroi de Bouillon. Von 1922 bis 1957 lehrte er an der University of California in Los Angeles, zuletzt als Associate Professor.

Fite war Vizepräsident der American Association of Teachers of French (AATF).

## Weitere Werke
- (Hrsg.) François de Curel, Le repas du lion, New York 1926
- (Hrsg.) Four contemporary one-act comedies, Boston 1931
- (Hrsg.) Albéric Cahuet, Le missel d’amour, New York 1936 (Vorwort von Paul Bourget)